# Muraille romaine de Saragosse
La muraille romaine de Saragosse fut construite dans la colonie romaine de Caesaraugusta (aujourd'hui Saragosse en Aragon), dans la province romaine de Tarraconaise sous l'Empire romain.

## Histoire
La muraille fut construite entre le Ier siècle et le IIIe siècle. Les travaux débutèrent sous le règne de Tibère et lorsqu'ils s'achevèrent la muraille romaine de Saragosse atteignait une longueur de 3 000 mètres et avait environ 120 tours de défense. Aujourd'hui, nous avons conservé deux tranches : la plus longue, environ 80 mètres de long, dans le coin nord-ouest de ce qui était la cité romaine de Caesaraugusta et un autre sur le côté nord-est.
Son tracé, étudié par Francisco Íñiguez Almech, était très régulier, avec une hauteur d'environ une dizaine de mètres et quatre mètres d'épaisseur. À des intervalles de quatorze ou de seize mètres se situaient des tours ultrasemicirculares.
La muraille de la colonie romaine entourèrent et conditionnèrent le tracé urbain pour plusieurs siècles, jusqu'à la prise de la cité par les Wisigoths, puis par les Musulmans.
De récentes recherches indiquent que la muraille conservée fut construite dans la seconde moitié du IIIe siècle et que sa construction fut faite avec une technique constructive standard : un corps de béton romain revêtu à l'extérieur par des pierres de taille de sept mètres d'épaisseur à l'exception du tronçon oriental qui était construit avec des pierres de taille de seulement six mètres d'épaisseur.

## Vestiges et conservation
De la première phase constructive, au Ier siècle, d'une période se situant peu après la fondation de la cité, des restes d'opus caementicium adossés aux pierres de taille ont été conservés.
Plus tard, au IIIe siècle, encore trois mètres d'épaisseur sont construits en pierre de taille légèrement rembourrée, avec une préparation très régulière assise sur des couches de mortier et de chaux, se trouvant dans le tronçon conservé actuellement.
La Muraille se trouve sous la protection de la Déclaration générique du Décret du 22 avril 1949, et la Loi 16/1985 sur le Patrimoine Historique Espagnol.

### Articles connexes

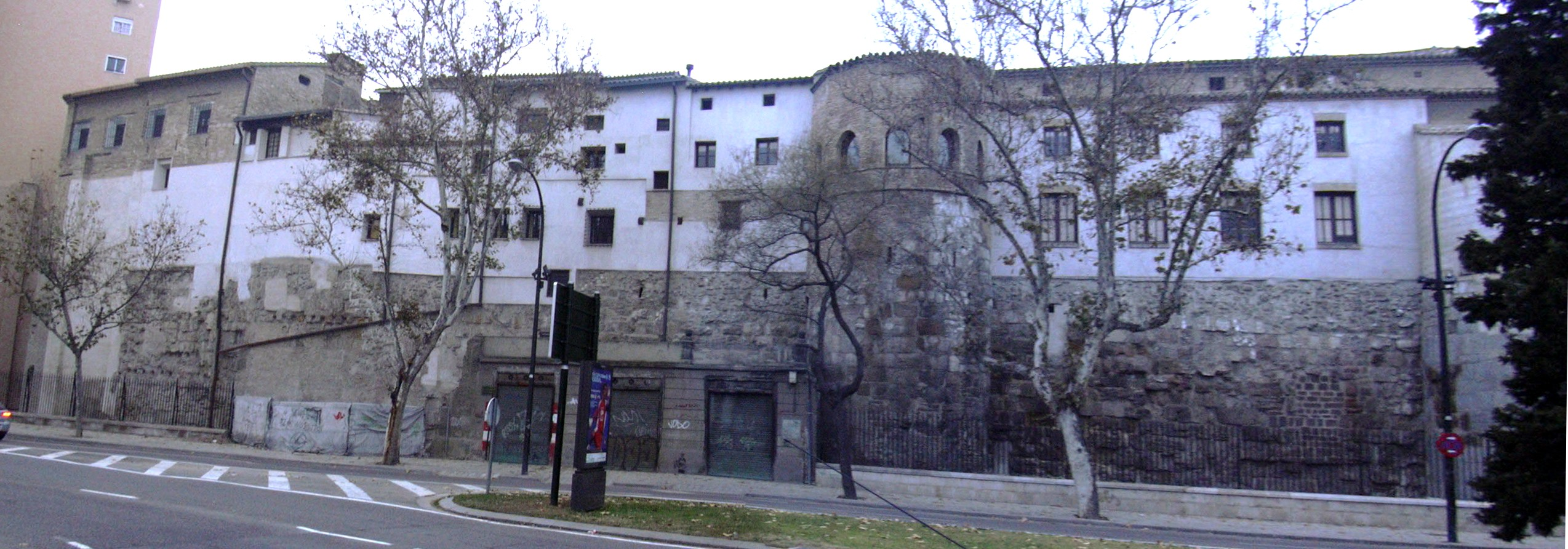
Façade du couvent du Saint-Sépulcre, qui se trouve sur les murs romains de Saragosse.